# إدغار بكنغهام
إدغار بكنغهام (بالإنجليزية: Edgar Buckingham)‏ هو كيميائي ورياضياتي وفيزيائي أمريكي، ولد في 8 يوليو 1867 في فيلادلفيا في الولايات المتحدة، وتوفي في 29 أبريل 1940 في واشنطن العاصمة في الولايات المتحدة.